# Josef Klausner
Josef Gedalja Klausner  (hebrejsky יוסף גדליה קלוזנר; žil 20. srpna 1874 – 27. října 1958) byl židovský historik, profesor hebrejské literatury a hlavní redaktor Hebrejské encyklopedie. Byl zaníceným účastníkem sionistických polemik, podporujícím revizionistickou a náboženskou ideologii, a kandidátem na úřad presidenta v prvních izraelských prezidentských volbách v roce 1949, ve kterých podlehl Chajimu Weizmannovi poměrem 83 ku 15 hlasům.

## Život

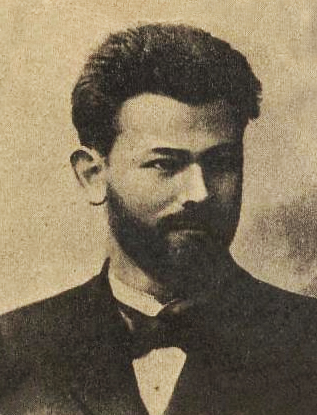
Joseph Klausner, 1910

Narodil se v litevské vesnici Olkeniki a počátkem 20. století jeho rodina Litvu opustila kvůli narůstajícímu antisemitismu (podle vyprávění jeho synovce Amose Oze bylo důvodem odchodu zdraví jeho babičky) a usadila se v Oděse, kde žilo její nejbližší příbuzenstvo a kde se mu dostalo vzdělání. Pohyboval se ve vědeckých, literárních a sionistických kruzích. Klausner byl zapáleným sionistou a znal se osobně s Theodorem Herzlem.
Roku 1912 poprvé osobně navštívil Palestinu a v roce 1919 se tam přestěhoval. V roce 1925 se stal profesorem hebrejské literatury na Hebrejské univerzitě v Jeruzalémě. Angažoval se v historických výzkumech období Druhého chrámu. Přestože nebyl ortodoxním židem, dodržoval šabat a dietní předpisy. Měl obsáhlé znalosti Talmudu a midrašové literatury.
Josef Klausner náležel ke kruhu ruských sionistických aktivistů v Oděse, kam patřil i Ze'ev Žabotinský a Menachem Usiškin, a přestože nepatřil přímo ke členům strany, byl souputníkem revizionistických sionistů. Klausner se významně podílel na „sionistické výchově“ v hnutí revizionistické mládeže Bejtar, a na mládežnických nacionalistických hnutích vůbec. Jako akademický činitel se znalostí židovské historie byl poněkud netypicky také aktivistou v sionistických polemikách a jen zřídka stál na pozicích většiny sionistického vedení; to mu také vyneslo značnou židovskou nelibost z neúspěchu sionistického establishmentu v Palestině. V červenci 1929 Klausner založil Výbor pro zeď nářků na obranu židovských práv a pro řešení problémů okolo přístupu k Západní zdi. Demonstrace revizionistické mládeže vzešlé z činnosti výboru byly později Shawovou komisí označeny za bezprostřední příčinu nepokojů z roku 1929. Důsledkem následných nepokojů bylo také zničení jeho domu v Talpijotu.
O svém slavném strýčkovi píše Amos Oz ve své autobiografii Příběh o lásce a tmě (kap. 9–11).

## Dílo
Doktorát získal Klausner v Německu. Největší ohlas vzbudil svou knihou o Ježíšovi. Kniha Ježíš Nazaretský a její pokračování Od Ježíše k Pavlovi ho povznesla mezi literární velikány. Klausner zde vysvětluje, že Ježíše je nutno chápat jako Žida a Izraelce, který se pokoušel o reformu náboženství a zemřel jako oddaný Žid. Autor byl kvůli tomu napadán stejně ze strany židů jako křesťanů. Anglikánský kněz Herbert Danby si informační hodnoty díla cenil natolik, že jej přeložil z hebrejštiny do angličtiny, aby informace zpřístupnil anglickým vědcům. Několik duchovních bylo tímto kontroverzním dílem rozhořčeno natolik, že žádali Danbyho odvolání z Jeruzaléma. Později získal katedru židovské historie.
Ačkoli byl zapáleným sionistou, měl Klausner četné spory s Chajimem Weizmannem. Oba kandidovali v prezidentských volbách 1949, prvním izraelským prezidentem se stal Weizmann.

## Ceny a vyznamenání
- Roku 1941 a 1949 byla Klausnerovi udělena Bialikova cena za přínos k židovskému myšlení.[4]
- Roku 1958 získal Cenu Izraele za židovská studia.[5]
- Roku 1982 ohodnotil stát Izrael jeho vědecké úspěchy vydáním známky s jeho portrétem.